# علي عزب
علي عزب ( 24 فبراير 1954 - 4 سبتمبر 2015) ممثل مصري 

## حياته ونشأته
من مواليد الدقهلية في 24 فبراير 1954، تخرج من المعهد العالي للفنون المسرحية قسم التمثيل والإخراج عام 1967، وهو دفعة النجوم (نور الشريف، مجدي وهبة، محمد وفيق، عبد العزيز مخيون والمخرجين: محمود الألفى، د. شاكر عبد اللطيف، د.عوض محمد عوض، مصطفى الدمرداش). تميز علي عزب بخلاف أخلاقه الرفيعة والتزامه الفنى الذي أشاد به كل من تعامل معه بمهارته الأدائية وقدراته الفنية، فقد أجاد التمثيل باللغة العربية الفصحى، وتميز أدائه بالرصانة دون افتعال، ويحسب له نجاحه الكبير في أداء أدوار الرجل الريفى أو الصعيدي كنجاحه وتميزه في أداء أدوار المهن الحديثة وخاصة رجل الشرطة. تميزت أخلاقه بالتواضع، ولم يسع يوماً لإجراء مقابلات تلفزيونية أو أحاديث صحفية، ربما يفسره البعض بخجله الطبيعى وأخلاقياته الريفية. يحسب لهذا الفنان حرصه على المشاركة بعروض مسارح الدولة منذ فترة دراسته بمعهد الفنون المسرحية، وعدم مشاركته بعروض فرق القطاع الخاص التجارية. بلغت حصيلة أعماله السينمائية والتليفزيونية 142 عمل. توفي في 4 سبتمبر 2015 عن عمر يناهز 61 سنة. كانت آخر أعماله عام 2007 مسلسل تلفزيوني للمخرج حمدي النبوي تحت عنوان «آيات وحكايات».

## أهم أعماله
«الكداب» فيلم للمخرج صلاح أبو سيف عام 1975.         (عقد الماسّ)سهرة تلفزيونية بطولة      مطلقة  مع النجمة ليلى علوي من اخراج محمد عبد السلام عام 1979م.

«العندليب الأسمر» مسلسل تلفزيوني للمخرج فتحي عبد الستار عام 1979.
«مولد النور» برنامج تمثيلي تليفزيوني.
«قناع السعادة» مسرحية للمخرج محمد عبد السلام عام 1983.
«قبل ان تسقط ورقة التوت» مسلسل إذاعي للمخرج باهر النحال.
«عفواً أيها القانون» فيلم للمخرجة إيناس الدغيدي عام 1985.
«فكرة خاطئة» سهرة تلفزيونية للمخرج أحمد صلاح الدين عام 1985.
«رأفت الهجان» مسلسل تلفزيوني للمخرج يحيى العلمي عام 1988.
«الوسية» مسلسل تلفزيوني للمخرج إسماعيل عبد الحافظ عام 1990.
«حلاوة الروح» فيلم للمخرج أحمد فؤاد درويش عام 1990.
«بكره» مسرحية للمخرج محمود الطوخي عام 1994.
[سهرة تلفزيونية] (عقد الماس ) بطولة مطلقة مع ليلى علوي من اخراج محمد عبد السلام عام 1981م.
«الكلام في الممنوع» فيلم للمخرج عمر عبد العزيو عام 2000.

## وصلات خارجية
- علي عزب على موقع الدهليز
- علي عزب على موقع قاعدة بيانات الأفلام العربية

https://dhliz.com/artist/ali_azab/ علي عزب (ممثل)
https://www.al-jazirah.com/2015/20150912/ms6.htm علي عزب (ممثل)
https://www.imdb.com/name/nm0044075/?ref_=nv_sr_srsg_1 علي عزب (ممثل)
https://karohat.com/Person/87f9f777-c85c-48f3-9b03-04f781e46640 علي عزب (ممثل)